# داود بن سليمان
داوود بن سليمان بن عبد الله الرضا بن موسى الجون بن عبد الله المحض بن الحسن المثنى بن الحسن السبط بن علي بن أبي طالب. وهو أول خارج من الحجاز إلي اليمن واستقر في حرض واستولى على إمارة الساعد في حرض بمساعدة الإمام يحيى بن الحسين الهادي في الفترة من 280- 298هـ.
ينحدر الأشراف السليمانيين من ذرية الشريف داوود بن سليمان بن عبد الله الرضا وهم من الأشراف التي حكمت مكة المكرمة في القرن الخامس هجري.

## نسبه
هو داوود بن سليمان بن عبد الله الرضا بن موسى الجون بن عبد الله المحض بن الحسن المثنى بن الحسن السبط بن امير المؤمنين علي بن أبي طالب بن عبد المطلب بن هاشم بن عبد مناف بن قصي بن كلاب بن مرة بن كعب بن لؤي بن غالب بن فهر بن مالك بن قريش بن كنانة بن خزيمة بن مدركة بن إلياس بن مضر بن نزار بن معد بن عدنان.

## أعقابه
أعقب داوود بن سليمان خمسة من الذكور وهم:
- علي الأزرق ومنه ينحدر الأشراف النعميون وواحدهم النعمي والجعافرة والمثام والعماريين والفليتيين.[2][3]
- أبوالفاتك عبد الله ومنه ينحدر الأشراف القطبيون وال المعافا والذرويون والخواجية والشمامخة والفلاقية والجواهرة وال هضام والشعاب والقاسميون المهادية.[4]
- الحسين الشاعر
- الحسن المحترق
- محمد المصفح.[5]

## الأشراف السليمانيون
يعرف الأشراف السليمانيون بالطبقة الثانية من الأشراف الذين حكموا مكة المكرمة بالقرن الخامس الهجري . وأشهر من حكم مكة المكرمة و الحجاز من بني سليمان هم :
- أبي الطيب داود بن عبد الرحمن
- وحمزة بن وهاس.[6]

وقد انتقل بعض هؤلاء الأشراف إلى المخلاف السليماني في نهاية الربع الأخير من القرن الرابع تقريباً.
حيث استوطنوه ثم استولوا على إمارته كاملة سنة 393هـ من حكامه الحكميين بعد أن كانت إمارة مخلاف الساعد لجدهم الشريف داوود بن سليمان بن عبد الله الرضا ثم ما لبثوا أن حققوا لهم فيها وضعاً سياسياً واجتماعياً مكنهم من إقامة حكم وراثي لهم بتلك المنطقة منذ أواخر القرن الرابع الهجري، واستمر حكمهم بها حتى نهاية القرن العاشر سنة 992هـ/1584م .

## طالع كذلك
الأشراف السليمانيون
سليمان بن عبد الله الرضا
أبو الطيب داود بن عبد الرحمن